# Ėliso Virsaladze
Ėliso Konstantinovna Virsaladze (in georgiano ელისო ვირსალაძე?; Tbilisi, 14 settembre 1942) è una pianista georgiana.

## Biografia
Ėliso Virsaladze è nata a Tbilisi, in Georgia. Il padre, Constantine Virsaladze, e il nonno, Spiridon Virsaladze, erano due illustri medici. Ha ricevuto la sua prima lezione all'età di 8 anni da sua nonna, un'apprezzata insegnante, e si è diplomata presso il conservatorio della sua città. Ha continuato gli studi al Conservatorio di Mosca, sotto la guida di Jakov Zak e Heinrich Neuhaus. Nel 1962 si è classificata terza al Concorso internazionale Čajkovskij di Mosca e nel 1966 ha vinto il concorso Schumann di Zwickau.
Dal 1967 insegna al Conservatorio di Mosca e dal 1995 all'Hochschule für Musik und Theater München.
Molti suoi allievi sono risultati vincitori di importanti concorsi nazionali e internazionali: B. Berezovskij, E. Voskresenskaja, V. Broneveckij, J. Kacenelson, A. Volodin, D. Kaprin, M. Kolomijceva, A. Osminin, L. Akopova, M. Nahapetov, T. Černičko, O. Maceratini, E. Mirkasimova. D. Šiškin
Dai trionfi nei concorsi, ha intrapreso una brillante carriera che l'ha vista collaborare con direttori quali Kirill Kondrašin, Riccardo Muti, Kurt Sanderling, Wolfgang Sawallisch e Evgenij Svetlanov.
È spesso membro della giuria dei concorsi pianistici più importanti a livello internazionale. È una rinomata interprete di Robert Schumann, Beethoven, Mozart e Fryderyk Chopin.
Nel 1989 è stata insignita del titolo Artista Nazionale dell'URSS.